# Ayman Asfari
Ayman Asfari (geb. 8. Juli 1958 in Syrien) ist ein britischer Unternehmer. Laut Forbes ist Asfari Milliardär und auf Platz 46 der reichsten Briten.

## Leben
Ayman Asfari, Sohn eines syrischen Diplomaten, verbrachte seine Kindheit in der Türkei und in der Tschechischen Republik. Er ist britischer Staatsbürger, der 1991 nach Großbritannien übersiedelte. Asfari ist verheiratet und hat vier Söhne.

## Karriere
Ayman Asfari absolvierte 1979 einen Bachelor of Science in Bauingenieurwesen an der Villanova University in Pennsylvania. Auf dieses Studium folgte ein Master of Science im zivilen und städtischen Engineering, welches er im Jahr 1980 an der University of Pennsylvania abschloss.
Seine Karriere begann im Zivilbau, zunächst als Ingenieur für die Conser Consulting Group in Maskat, Oman, und dann als Geschäftsführer für eine große Baugruppe in Oman. 

### Petrofac
1991 wurde Ayman Asfari CEO von Petrofac International, einem Joint Venture, das er mit dem US-Unternehmen Petrofac mitbegründete. Später reorganisierte er die Gruppe und wurde 2002 zum Group Chief Executive.
Mit nur einem Ingenieurbüro in Schardscha (Vereinigte Arabische Emirate) und einem kleinen Unternehmensbüro in London ist Petrofac ein internationaler Dienstleister für die Öl- und Gasförderindustrie mit rund 18.000 Mitarbeitern. Das vielfältige Kundenportfolio, das viele der weltweit führenden integrierten, unabhängigen und nationalen Öl- und Gasgesellschaften umfasst, wird von Mitarbeitern aus 80 Nationen unterstützt, die in 31 Büros weltweit arbeiten.

## Wohltätigkeit
Im Jahr 2006 gründete Ayman Asfari die Asfari-Stiftung, eine in Großbritannien ansässige Wohltätigkeitsorganisation, die die Bildung für junge Menschen finanziert, damit sie wiederum zu ihren Gesellschaften beitragen können. Die Stiftung unterstützt auch Initiativen, die die Zivilgesellschaft fördern und humanitäre Hilfe leisten.
Im Jahr 2010 wurde Asfari als Ernst & Young UK Entrepreneur des Jahres ausgezeichnet. 2011 und 2012 folgte die Ernennung zum Öldienstleister des Jahres beim World National Oil Company Congress.